# Коллінс (Міссісіпі)
Коллінс (англ. Collins) — місто (англ. city) в США, в окрузі Ковінґтон штату Міссісіпі. Населення — 2342 особи (2020).

## Географія
Коллінс розташований за координатами 31°38′54″ пн. ш. 89°34′3″ зх. д. / 31.64833° пн. ш. 89.56750° зх. д. (31.648272, -89.567581).  За даними Бюро перепису населення США в 2010 році місто мало площу 20,69 км², з яких 20,62 км² — суходіл та 0,08 км² — водойми.

### Клімат
| Клімат : Коллінс                          | Клімат : Коллінс | Клімат : Коллінс | Клімат : Коллінс | Клімат : Коллінс | Клімат : Коллінс | Клімат : Коллінс | Клімат : Коллінс | Клімат : Коллінс | Клімат : Коллінс | Клімат : Коллінс | Клімат : Коллінс | Клімат : Коллінс | Клімат : Коллінс |
| Показник                                  | Січ.             | Лют.             | Бер.             | Квіт.            | Трав.            | Черв.            | Лип.             | Серп.            | Вер.             | Жовт.            | Лист.            | Груд.            | Рік              |
| Середній максимум, °C                     | 14,3             | 16,7             | 20,6             | 24,3             | 27,9             | 31,1             | 32,4             | 32,3             | 29,7             | 24,8             | 20,2             | 15,3             | 24,2             |
| Середня температура, °C                   | 7,9              | 10,1             | 13,9             | 17,9             | 22,1             | 25,6             | 27,1             | 26,9             | 23,9             | 18,3             | 13,6             | 9,1              | 18,1             |
| Середній мінімум, °C                      | 1,4              | 3,4              | 7,2              | 11,4             | 16,3             | 20,2             | 21,7             | 21,4             | 18,2             | 11,8             | 7,1              | 2,8              | 12,0             |
| Норма опадів, мм                          | 145              | 140              | 148              | 123              | 130              | 114              | 123              | 117              | 99               | 98               | 128              | 133              | 1498             |
| ----------------------------------------- | ---------------- | ---------------- | ---------------- | ---------------- | ---------------- | ---------------- | ---------------- | ---------------- | ---------------- | ---------------- | ---------------- | ---------------- | ---------------- |
| Джерело: National Weather Forecast Office |                  |                  |                  |                  |                  |                  |                  |                  |                  |                  |                  |                  |                  |

## Демографія
Згідно з переписом 2010 року, у місті мешкало 2586 осіб у 910 домогосподарствах у складі 597 родин. Густота населення становила 125 осіб/км².  Було 1026 помешкань (50/км²).
Расовий склад населення:
| - 51,1 % — чорних або афроамериканців - 44,2 % — білих - 0,3 % — азіатів - 0,1 % — корінних американців - 3,4 % — осіб інших рас |

До двох чи більше рас належало 0,9 %. Частка іспаномовних становила 4,2 % від усіх жителів.
За віковим діапазоном населення розподілялося таким чином: 24,9 % — особи молодші 18 років, 52,4 % — особи у віці 18—64 років, 22,7 % — особи у віці 65 років та старші. Медіана віку мешканця становила 39,6 року. На 100 осіб жіночої статі у місті припадало 91,4 чоловіків;  на 100 жінок у віці від 18 років та старших — 87,1 чоловіків також старших 18 років.
Середній дохід на одне домашнє господарство  становив 40 809 доларів США (медіана — 32 661), а середній дохід на одну сім'ю — 46 994 долари (медіана — 38 165). Медіана доходів становила 32 446 доларів для чоловіків та 27 314 долари для жінок. За межею бідності перебувало 21,3 % осіб, у тому числі 33,7 % дітей у віці до 18 років та 10,2 % осіб у віці 65 років та старших.
Цивільне працевлаштоване населення становило 914 особи. Основні галузі зайнятості: освіта, охорона здоров'я та соціальна допомога — 36,0 %, мистецтво, розваги та відпочинок — 13,5 %, будівництво — 10,0 %, виробництво — 9,0 %.

## Відомі люди
- Карвер Дена Ендрюс (1909 — 1992) — американський актор.